# Свистун борнейський
Свистун борнейський (Pachycephala hypoxantha) — вид горобцеподібних птахів родини свистунових (Pachycephalidae). Ендемік Калімантану.

## Опис
Довжина птаха становить 16 см. У самців номінативного підвиду верхня частина тіла тьмяно-оливково-жовта, лоб дещо яскравіший, надхвістя жовте. Верхні покривні пера хвоста жовтувато-зелені. Від очей до дзьоба ідуть темно-сірі смуги, скроні оливково-жовті. Крила попелясто-сірі, покривні пера вохристі, оливково-зелені. Хвіст чорний. Горло і нижня частина тіла яскраво-жовті. Воло і боки темно-оливкові. Стегна і нижні покривні пера хвоста жовтуваті. Райдужки карі, дзьоб чорний. У самиць горло і груди оливкові. Молоді птахи майже повністю рудувато-коричневі, нижня частина тіла у них жовтувата. Представники підвиду P. h. sarawacensis мають однорідно-жовту нижню частину тіла з легким зеленуватим відтінком на грудях.

## Підвиди
Виділяють два підвиди:
- P. h. hypoxantha (Sharpe, 1887) — північ Калімантану;
- P. h. sarawacensis Chasen, 1935 — захід Сараваку.

## Поширення і екологія
Борнейські свистуни живуть в гірських тропічних лісах на висоті від 900 до 2000 м над рівнем моря. На горі Кінабулу борнейські свистуни зафіксовані на висоті 2600 м над рівнем моря.

## Поведінка
Борнейські свистуни харчуються здебільшого комахами, а також насінням. Вони шукають здобич в кронах невисоких дерев.